# المحامل الفضائية

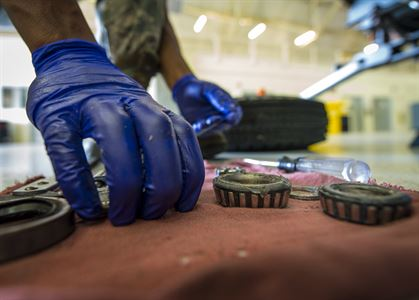

المحامل الفضائية هي المحامل التي يتم تركيبها في أنظمة المركبات الجوية والفضاء الجوي بما في ذلك التطبيقات التجارية والخاصة والعسكرية والفضائية.
من بين هذه المواد صلب الأدوات إم 50 (AMS6491) والفولاذ الكرومي الكربوني (AMS6444) وAMS5930 المقاوم للصدأ و440 سي الصلب الذي لا يصدأ ونيتريد السيليكون (خزف) والتيتانيوم المغطى بالكربيد 440 سي.
ودائمًا ما يتم الانتباه بشكل خاص لمواصفات المواد والاختبار غير التدميري وإمكانية تتبع المحامل (أي نظام الوثائق الذي يمكن المهندس من تعقب أي محمل من المحامل، ودائمًا بالرجوع إلى حزمة التصنيع وتوريد المواد).

## التصميم
عند تصميم المحامل الفضائية، من المهم أخذ بعض الأمور في الحسبان ومنها:
- معيار اختيار المواد
- التصميم
- نوع التزليق
- طلاء السطح ومعالجته
- الاختبارات غير التدميرية
- إمكانية التتبع

للتأكد من أداء المحامل يتوجب أن يكون صلب المحامل من خامة عالية الجودة. دائمًا تصنع محاملات المحركات النفاثة من مواد مصنعة باستخدام إعادة الصهر القوسي الخلائي حتى يمكن استيفاء متطلبات المواد.
وتستخدم عادة في محاملات أعمدة إدارة المحرك النفاث ومحاملات أعمدة التحويل الثانوية قطعة واحدة أو قطعتين من الماسكات التي يتم تشغيلها بالماكينات. ولا يستخدم الصلب المضغوط أو الماسكات المصبوبة القائمة على المحامل المصنوعة بالجملة.
وعادة ما تستخدم الزيوت والشحوم والمزلقات المقاومة للحرارة والرطوبة. إذا لم تكن المزلقات على المستوى المطلوب فإن المحامل تتعرض لمخاطر كثيرة.

## الاستخدام
محامل المحركات النفاثة يمكنها العمل في درجات تفوق 200 درجة مئوية (400 فهرنهايت) وبسرعة تزيد عن 10000 لفة بالدقيقة في أعمدة التوربينات وتصل إلى 30000 لفة بالدقيقة في المحركات الثانوية. تصل درجات الحرارة في تطبيقات سطح توجيه الجناح إلى في بعض الأحيان.

## المراقبة
تعد المحامل من العناصر الحيوية في العديد من المنتجات والتركيبات وغالبا ما يراقب أداؤها باستمرار. ففي المحركات النفاثة يراقب إمداد الزيت للكشف عن وجود حطامات معدنية وهذا يمثل قصورًا إما في المحامل أو في المكونات الأخرى التي تؤثر بالسلب على المحامل.